# سمولنگتسا (شهرستان خاینووکا)
سمولنگتسا (به لهستانی:  Smolnica) یک روستا در لهستان است که در گمینا ناروکا واقع شده‌است.